# 塩田澄夫
塩田 澄夫（しおだすみお　1935年2月20日 - 2017年12月15日）は、日本の官僚。

## 来歴・人物
東京都出身。1957年に東京大学法学部を卒業し、同年に運輸省に入省。1989年6月に海上保安庁長官に就任し、1990年7月に日本長期信用銀行顧問、1991年7月に帝都高速度交通営団副総裁を経て、1993年6月に日本鉄道建設公団総裁に就任。
2005年4月に瑞宝重光章を受章した。